# Tabaré Quintans
Tabaré Quintans, né le 9 mai 1910, est un ancien joueur de basket-ball uruguayen.